# Coenotephria unicolor
Coenotephria unicolor är en fjärilsart som beskrevs av Hans Rebel 1910. Coenotephria unicolor ingår i släktet Coenotephria och familjen mätare. Inga underarter finns listade i Catalogue of Life.